# Élections législatives de 1951 dans l'Ariège
Les élections législatives françaises de 1951 se tiennent le 17 juin. Ce sont les deuxièmes élections législatives de la Quatrième République.

## Mode de scrutin
Représentation proportionnelle plurinominale suivant la méthode du plus fort reste dans 103 circonscriptions, conformément à la loi des apparentements : les listes qui se sont « apparentées » avant l'élection remportent tous les sièges de la circonscription si leurs voix ajoutées obtiennent la majorité absolue des suffrages exprimés. Il y a 629 sièges à pourvoir.
Le vote préférentiel est admis. 
Dans le département de l'Ariège, trois députés sont à élire.

## Candidats

### Liste socialisteSFIO- Fédération François Camel
| N° | Candidats | Candidats     | Parti | Principales fonctions                                        |
| -- | --------- | ------------- | ----- | ------------------------------------------------------------ |
| 01 |           | Jean Durroux  | SFIO  | Député sortant                                               |
| 02 |           | René Dejean   | SFIO  | Avocat, conseiller général, adjoint au maire de Saint-Girons |
| 03 |           | Gilbert Faure | SFIO  | Instituteur au collège moderne de Mirepoix                   |

### Liste du Parti radical-socialiste et du Rassemblement des gauches
| N° | Candidats | Candidats              | Parti   | Principales fonctions                                                                                 |
| -- | --------- | ---------------------- | ------- | --- |
| 01 |           | Georges Galy-Gasparrou | Radical | Conseiller général, maire de Massat, député sortant                                                   |
| 02 |           | Paul Salette           | RGR     | Pharmacien, maire d'Ax-les-Thermes                                                                    |
| 03 |           | Albert Subra           | Radical | Propriétaire exploitant, ingénieur agricole, maire d'Escosse, conseiller général du canton de Pamiers |

### Liste du Parti communiste français
| N° | Candidats | Candidats        | Parti | Principales fonctions                               |
| -- | --------- | ---------------- | ----- | --------------------------------------------------- |
| 01 |           | Pierre Poumadère | PCF   | Cheminot, député sortant, Pamiers                   |
| 02 |           | Émile Daraud     | PCF   | Contrôleur des PTT, conseiller municipal de Pamiers |
| 03 |           | Ernest Giret     | PCF   | Propriétaire exploitant à Rieucros                  |

### Liste du Mouvement républicain populaire
| N° | Candidats | Candidats      | Parti | Principales fonctions                                                               |
| -- | --------- | -------------- | ----- | ----------------------------------------------------------------------------------- |
| 01 |           | Fernand Roques | MRP   | Professeur, maire de Foix                                                           |
| 02 |           | Maurice Byé    | MRP   | Economiste, professeur à la Faculté de Droit de Paris, conseiller municipal de Foix |
| 03 |           | Joseph Dargein | MRP   | Agriculteur                                                                         |

### Liste du Rassemblement du Peuple Français
| N° | Candidats | Candidats           | Parti | Principales fonctions                                             |
| -- | --------- | ------------------- | ----- | ----------------------------------------------------------------- |
| 01 |           | Pierre Delnomdedieu | RPF   | Sous-Préfet en disponibilité                                      |
| 02 |           | Jehan Maynard       | RPF   | Journaliste, ancien directeur du journal Le Patriote du Sud-Ouest |
| 03 |           | Jean Rambaud        | RPF   | Ingénieur, adjoint au maire de Pamiers                            |

## Élus
| Député sortant         | Parti | Parti   | Député élu ou réélu    | Parti | Parti   |
| ---------------------- | ----- | ------- | ---------------------- | ----- | ------- |
| Pierre Poumadère       |       | PCF     | René Dejean            |       | SFIO    |
| Jean Durroux           |       | SFIO    | Jean Durroux           |       | SFIO    |
| Georges Galy-Gasparrou |       | Rad soc | Georges Galy-Gasparrou |       | Rad soc |

## Résultats

### Résultats à l'échelle du département
- Les listes de la SFIO, du MRP, et Rad soc se sont apparentées.
- Leurs voix représentant plus de 50% des exprimés, elles remportent tous les sièges en jeu. Ces derniers sont répartis à la proportionnelle entre les partis apparentés.

| Parti    | Parti                                                                                      | Tête de liste          | Résultats | Résultats | Sièges |  |
| Parti    | Parti                                                                                      | Tête de liste          | Voix      | %         |        |  |
| -------- | ------------------------------------------------------------------------------------------ | ---------------------- | --------- | --------- | ------ |  |
|          | Section française de l'Internationale ouvrière *                                           | Jean Durroux           | 21 187    | 29,72     | 2      |  |
|          | Parti communiste français                                                                  | Pierre Poumadère       | 21 052    | 29,53     | 0      |  |
|          | Parti républicain, radical et radical-socialiste-Rassemblement des gauches républicaines * | Georges Galy-Gasparrou | 17 758    | 24,91     | 1      |  |
|          | Mouvement républicain populaire *                                                          | Fernand Roques         | 6 101     | 8,56      | 0      |  |
|          | Rassemblement du peuple français                                                           | Pierre Delnomdedieu    | 4 775     | 6,70      | 0      |  |
|          |                                                                                            |                        |           |           |        |  |
| Inscrits | Inscrits                                                                                   | Inscrits               | 96 388    | 100,00    | 3      |  |
| Votants  | Votants                                                                                    | Votants                | 72 829    | 75,56     |        |  |
| Exprimés | Exprimés                                                                                   | Exprimés               | 71 285    | 97,88     |        |  |